# Eurovision Choir 2021
Der 3. Eurovision Choir sollte im Jahr 2021 stattfinden. Am 28. Juni 2021 sagten die Co-Organisatoren Interkultur den Wettbewerb auf unbestimmte Zeit ab. Es wurden dafür keine näheren Gründe genannt. Eine Sprecherin von Interkultur äußerte sich am 27. September 2021, dass man hoffe in der Zukunft eine dritte Ausgabe des Wettbewerbs auszutragen.

## Austragungsort
Am 11. September 2020 bestätigte der EBU-Kooperationspartner Interkultur, dass der Wettbewerb 2021 stattfinden sollte. Zu diesem Zeitpunkt wurde allerdings noch über den Austragungsort bzw. das Austragungsland beraten. Seit dem Debüt des Wettbewerbes 2017 fand der Eurovision Choir immer als Teil der European Choir Games statt. Interkultur hatte geplant den Wettbewerb in Antwerpen oder Gent (Belgien) auszurichten. Am 19. Oktober 2020 sagte Interkultur, dass das Land den Wettbewerb nicht ausrichten wird.

## Executive Supervisor
Im Januar 2020 gab die EBU bekannt, dass Martin Österdahl nach dem ESC 2020 die Nachfolge von Jon Ola Sand als neuer Executive Supervisor aller Eurovision-Veranstaltungen antreten sollte. Vor der Ernennung war Österdahl ausführender Produzent des Eurovision Song Contest 2013 und des Eurovision Song Contest 2016 sowie zwischen 2012 und 2018 Mitglied der Referenzgruppe des Eurovision Song Contest. Es wäre damit die erste Ausgabe vom Eurovision Choir gewesen, in der Jon Ola Sand nicht als Executive Supervisor fungiert hätte.

## Teilnehmer
Lediglich Wales hatte seine Teilnahme am Wettbewerb 2021 bestätigt.
| Land  | Nationaler Vorentscheid |
| ----- | ----------------------- |
| Wales | Côr Cymru 2021          |

## Absagen
| Land       | Grund und Bemerkung |
| ---------- | --- |
| Tschechien | Am 8. September 2020 gab Lucie Kapounová, die Leiterin der Abteilung Musik, Theater und Unterhaltung von Česká televize bekannt, dass man nicht beim Eurovision Choir 2021 debütieren werde. Genauere Gründe wurden nicht genannt.                           |
| Schweiz    | Am 14. September 2020 gab der Schweizer Delegationsleiter Reto Peritz bekannt, dass SRF derzeit keine Teilnahme plane. RTS, welche sich für die Teilnahme 2019 ausgezeichnet hatten, sowie RTI und RTR hatten sich nicht bezüglich einer Teilnahme geäußert. |